# Balakhna
Balakhna (en russe : Балахна) est une ville de l'oblast de Nijni Novgorod, en Russie. Sa population s'élevait à 48 569 habitants en 2021.

## Géographie
Balakhna est située sur la rive droite de la Volga, à 29 km au nord-ouest de Nijni Novgorod et à 383 km à l'est de Moscou.

## Histoire
Balakhna a été fondée en 1474. Après la destruction du khanat de Kazan en 1536, un fort en bois fut construit pour protéger la colonie contre les incursions des Tatars. Pendant les trois siècles suivants, Balakhna prospéra comme centre d'échanges de grain et de sel.
Adam Olearius visita et décrivit la ville en 1636. Cette année-là, plusieurs armateurs construisirent ici le premier navire russe, ce qui fit de Balakhna le principal centre de construction navale de Russie. Les habitants de Balakhna étaient aussi réputés pour leurs compétences dans les vitraux qui furent utilisés pour la décoration des églises et d'autres temples. Balakhna est l'une des rares villes russes figurant sur la carte du monde de 1689 dessinée à Amsterdam.
Le plus ancien bâtiment de la ville et de sa région est l'église Saint-Nicolas (1552) construite en briques. Une autre belle église, datant du XVIIe siècle, abrite un musée municipal. L'église de la Nativité (1675) est aussi très ancienne. Près d'elle on trouve une statue de Kouzma Minine, qui est né à Balakhna.
La partie nord-ouest de Balakhna s'appelle Pravdinsk. Ce faubourg a eu une période d'indépendance avant d'être annexé à Balakhna.

## Population
Recensements (*) ou estimations de la population
| 1856  | 1897* | 1926* | 1939*  | 1959*  | 1970*  |
| ----- | ----- | ----- | ------ | ------ | ------ |
| 3 600 | 5 120 | 7 777 | 25 605 | 29 846 | 36 542 |

| 1979*  | 1989*  | 2002*  | 2010*  | 2011   | 2012   |
| ------ | ------ | ------ | ------ | ------ | ------ |
| 35 517 | 32 133 | 57 338 | 51 519 | 51 376 | 50 771 |

| 2013   | 2014   | 2015   | 2016   | 2017   | 2021   |
| ------ | ------ | ------ | ------ | ------ | ------ |
| 50 422 | 50 107 | 49 867 | 49 626 | 49 364 | 48 569 |

## Patrimoine
- Monastère de l'Intercession de Balakhna